# Kanton Saint-Girons
Kanton Saint-Girons (francouzsky Canton de Saint-Girons) je francouzský kanton v departementu Ariège v regionu Midi-Pyrénées. Tvoří ho 14 obcí.

## Obce kantonu
- Alos
- Castelnau-Durban
- Clermont
- Encourtiech
- Erp
- Esplas-de-Sérou
- Eycheil
- Lacourt
- Lescure
- Montégut-en-Couserans
- Moulis
- Rimont
- Rivèrenert
- Saint-Girons